# Георгиевский крест (Российская Федерация)
Это статья о награде в Российской Федерации. О награде в Российской империи см. Георгиевский крест.
Не стоит путать с наградой Орден Святого Георгия (Российская Федерация).

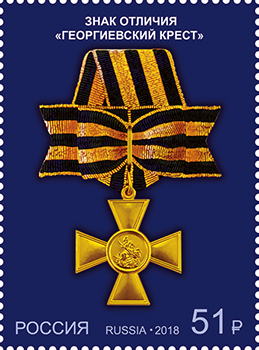
Знак отличия «Георгиевский крест» на почтовой марке России 2018 года из серии «Государственные награды Российской Федерации».

Знак отличия ордена Святого Георгия — Гео́ргиевский крест — государственная награда Российской Федерации.

## История
Указом Президиума Верховного Совета Российской Федерации от 2 марта 1992 года № 2424—I «О государственных наградах Российской Федерации» было установлено:
«…восстановить российский военный орден Святого Георгия и знак „Георгиевский Крест“».
Указ Президиума Верховного Совета № 2424-I утверждён Постановлением Верховного Совета Российской Федерации от 20 марта 1992 года № 2557-I «Об утверждении Указа Президиума Верховного Совета Российской Федерации „О государственных наградах Российской Федерации“».
Указом президента Российской Федерации от 8 августа 2000 года № 1463 «Об утверждении Статута ордена Святого Георгия, Положения о знаке отличия — Георгиевском кресте и их описаний» были утверждены Положение и Описание Георгиевского креста.
Указом президента Российской Федерации от 12 августа 2008 года № 1205 «О внесении изменений в некоторые акты президента Российской Федерации о государственных наградах Российской Федерации» изменены основания награждения крестом.
19 ноября 2021 года указом президента Российской Федерации № 665 официальное наименование награды установлено как «Знак отличия ордена Святого Георгия — Георгиевский крест».

## Основания награждения
До 2010 года Георгиевским Крестом награждались военнослужащие из числа солдат, матросов, сержантов и старшин, прапорщиков и мичманов, младших офицеров за:
- подвиги и отличия в боях по защите Отечества при нападении внешнего противника, служащие образцом храбрости, самоотверженности и воинского мастерства. (2000 года)[4]
- подвиги и отличия в боевых действиях на территории других государств при поддержании или восстановлении международного мира и безопасности, служащие образцами храбрости, самоотверженности и воинского мастерства. (С 2008 года)[5]

В 2010 году младшие офицеры были исключены из числа награждаемых:
Знаком отличия — Георгиевским Крестом награждаются военнослужащие из числа солдат, матросов, сержантов и старшин, прапорщиков и мичманов за подвиги и отличия в боях по защите Отечества, а также за подвиги и отличия в боевых действиях на территории других государств при поддержании или восстановлении международного мира и безопасности, служащие образцами храбрости, самоотверженности и воинского мастерства.
Награждение производится только последовательно, от низшей степени к высшей.
Награждение может быть произведено посмертно.

## Степени
Георгиевский крест имеет 4 степени:
1. Знак отличия ордена Святого Георгия — Георгиевский крест I степени
2. Знак отличия ордена Святого Георгия — Георгиевский крест II степени
3. Знак отличия ордена Святого Георгия — Георгиевский крест III степени
4. Знак отличия ордена Святого Георгия — Георгиевский крест IV степени

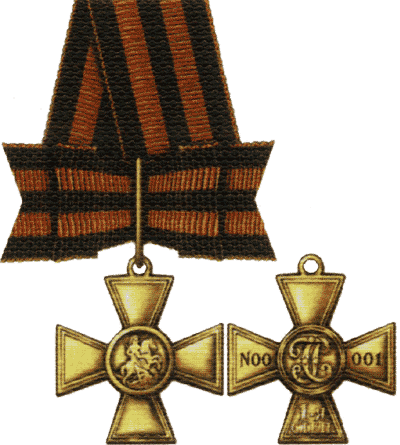
Знак отличия первой степени
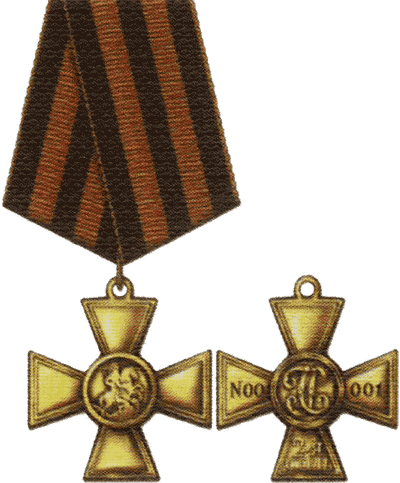
Знак отличия второй степени
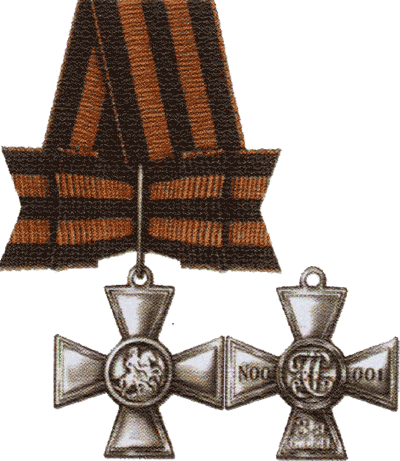
Знак отличия третьей степени
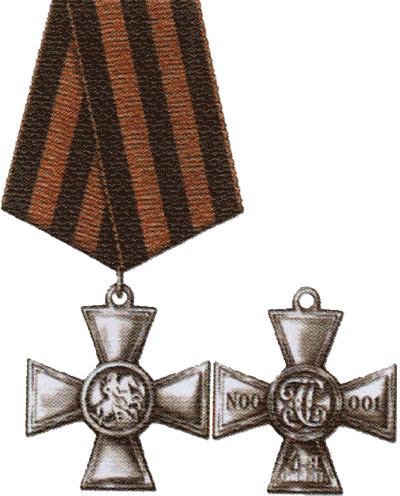
Знак отличия четвёртой степени
Лента первой степени
Лента второй степени
Лента третьей степени
Лента четвёртой степени

## Описание

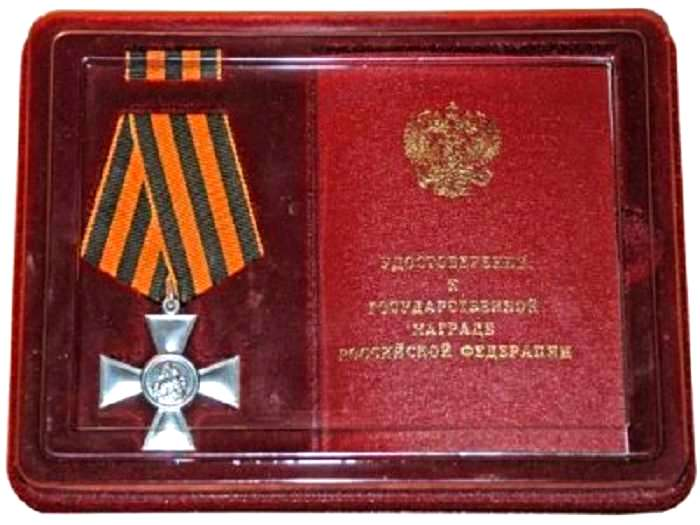
Георгиевский крест IV степени с удостоверением

Знак отличия представляет собой прямой равноконечный крест с расширяющимися концами из серебра с позолотой (для 1 и 2 степеней) и без позолоты (для 3 и 4 степеней). В центре креста — круглый медальон. По краям креста и вокруг медальона — узкий выпуклый рант. На лицевой стороне медальона — рельефное изображение Святого Георгия, обращенного в правую сторону и поражающего копьем змея. На оборотной стороне медальона — рельефный вензель ордена Святого Георгия из переплетённых букв «СГ».
На оборотной стороне креста, на его поперечных концах, нанесён порядковый номер. На нижнем конце креста — надписи: «1-я степ.» или «2-я степ.» или «3-я степ.» или «4-я степ.»
Расстояние между концами креста — 34 мм.
Носится на пятиугольной колодке, обтянутой шёлковой, муаровой лентой шириной 24 мм. Для крестов 1 и 3 степеней на колодке помещается бант цветов ордена Святого Георгия.

## Правила ношения
Кресты носятся на левой стороне груди и располагаются слева от орденов, перед медалями.
Награждённые несколькими знаками отличия носят их, располагая последовательно, в порядке снижения степени.
При ношении лент знаков отличия на планках они располагаются в порядке снижения степени после орденских лент. Планка высотой 8 мм, ширина ленты — 24 мм.

## Награждения

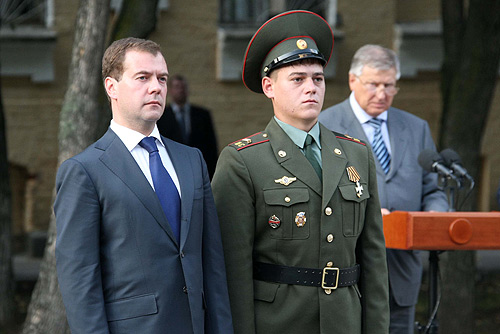
Президент России Дмитрий Анатольевич Медведев во время вручения государственных наград. Владикавказ, 18 августа 2008 года

Первые награждения состоялись в 2008 году, когда были награждены военнослужащие, отличившиеся в ходе войны в Грузии в августе 2008 года.
15 августа 2008 года президент Российской Федерации Дмитрий Анатольевич Медведев издал Указ «О награждении государственными наградами Российской Федерации военнослужащих Вооружённых Сил Российской Федерации», которым, за мужество и героизм, проявленные при исполнении воинского долга в Северо-Кавказском регионе, наградил Георгиевскими крестами IV степени 11 военнослужащих (младшие сержанты Сергей Адушкин, Сергей Алексеев, Ацамаз Келохсаев, Сергей Полушкин, Рустам Юнусов, рядовые Тарас Баженов, Александр Крупчатников, Фарид Мустафин, Наиль Нургалиев, Николай Ревин, Дмитрий Суворов). Всего Георгиевским крестом было награждено 263 человека.
За участие в операции в Сирии Георгиевскими крестами IV степени награждены минимум двое военнослужащих (младшие сержанты Олег Баранов и Александр Аншуков).
В марте 2022 года Георгиевскими крестами IV степени был награжден ряд российских военнослужащих за боевые отличия в ходе вторжения России на Украину.
В июне 2023 года Георгиевский крест II степени был вручён младшему сержанту Евгению Васильевичу Рочеву ранее награжденному  Георгиевскими крестами  III и IV степеней.

## Использование образа Георгиевского креста

Ряд общественных наград, идентичных Георгиевскому кресту Российской Федерации

В общественной наградной системе существует ряд наград внешне идентичных Георгиевскому кресту Российской Федерации. Общественные организации и фирмы, специализирующиеся на изготовлении и продаже медалей и наградных знаков, часто используют зарекомендовавший себя образ Георгиевского креста и Георгиевской ленты при разработке собственных изделий.
Так, региональная некоммерческая организация «Национальный Наградной Фонд» занималась «награждением» граждан своими знаками, в основе которых лежит точная копия Георгиевского креста. Это послужило поводом для вынесения предостережения прокуратурой Санкт-Петербурга в 2011 году. По некоторым данным, несмотря на это, организация продолжала распространять свои награды вплоть до закрытия в 2013 году.
Ещё одна награда, внешне напоминающая Георгиевский крест, была учреждена организацией «Военно-Патриотический Союз» к 200-летию празднования учреждения Георгиевского креста.
29 мая 2014 года в Донецкой Народной Республике были учреждены собственные Георгиевские кресты. Они имели четыре степени и внешне идентичны российским, отличались лишь надписью «ДНР» на реверсе креста. Так же в отдельных добровольческих подразделениях ДНР были отмечены случаи награждения крестами, отличающимися от государственных крестов ДНР отсутствием степеней и внешним видом — наличием выпуклых букв «Д» «Н» «Р» по концам креста на аверсе. Награждения такими крестами можно приравнять к общественным.